# Championnat de France universitaire de badminton
Le Championnat de France universitaire de badminton est organisé par la Fédération française du sport universitaire (FF Sport U). Cette compétition est accessible uniquement aux étudiants des universités et élèves des établissements d’enseignement supérieur. L'équipe gagnante peut représenter la France au championnat d'Europe universitaire ainsi qu'à l'Universiade.

## Palmarès
En 1988, le Grenoble Université Club organise le premier Critérium National universitaire, qui deviendra l'année suivante le championnat de France Universitaire. Ce critérium comportait deux tableaux : simple hommes et simple dames, remportés respectivement par Etienne THOBOIS et Élodie Mansuy.

En 1989, a lieu le premier championnat de France universitaire, comprenant les épreuves de simples et de doubles.

En simple Hommes, le premier champion de France universitaire est Christophe JEANJEAN

En double Hommes, les premiers champions de France universitaires sont Pierre CHAUX / François SIMON

Les vainqueurs de l'édition 2014 sont :

Simple Hommes : William GOUDALLIER

Simple Dames : Juliette WATTEBLED

Double Hommes : Romain EUDELINE / Antoine BEBIN

Double Dames : Laurane ROSELLO / Marion HURTEAU

Double Mixte : Cindy GUERIN / Joris GROSJEAN